# Leucopteryx
Leucopteryx är ett släkte av fjärilar. Leucopteryx ingår i familjen påfågelsspinnare.
Kladogram enligt Catalogue of Life:
| Leucopteryx | \| \| Leucopteryx ansorgei \| \| \| \| \| \| Leucopteryx mollis \| \| \| \| \| \| Leucopteryx reticolens \| \| \| \| |
|             | \| \| Leucopteryx ansorgei \| \| \| \| \| \| Leucopteryx mollis \| \| \| \| \| \| Leucopteryx reticolens \| \| \| \| |
|             | Leucopteryx ansorgei                                                                                                 |
|             | |
|             | Leucopteryx mollis                                                                                                   |
|             | |
|             | Leucopteryx reticolens                                                                                               |
|             | |